# Elaphoglossum mexicanum
Elaphoglossum mexicanum är en träjonväxtart som först beskrevs av Eugène Pierre Nicolas Fournier, och fick sitt nu gällande namn av A. Rojas. Elaphoglossum mexicanum ingår i släktet Elaphoglossum och familjen Dryopteridaceae. Inga underarter finns listade.